# Mesoregione Metropolitana do Recife
Metropolitana do Recife è una mesoregione del Pernambuco in Brasile.

## Microregioni
È suddivisa in 4 microregioni:
- Fernando de Noronha
- Itamaracá
- Recife
- Suape